# Obsolescencia programada

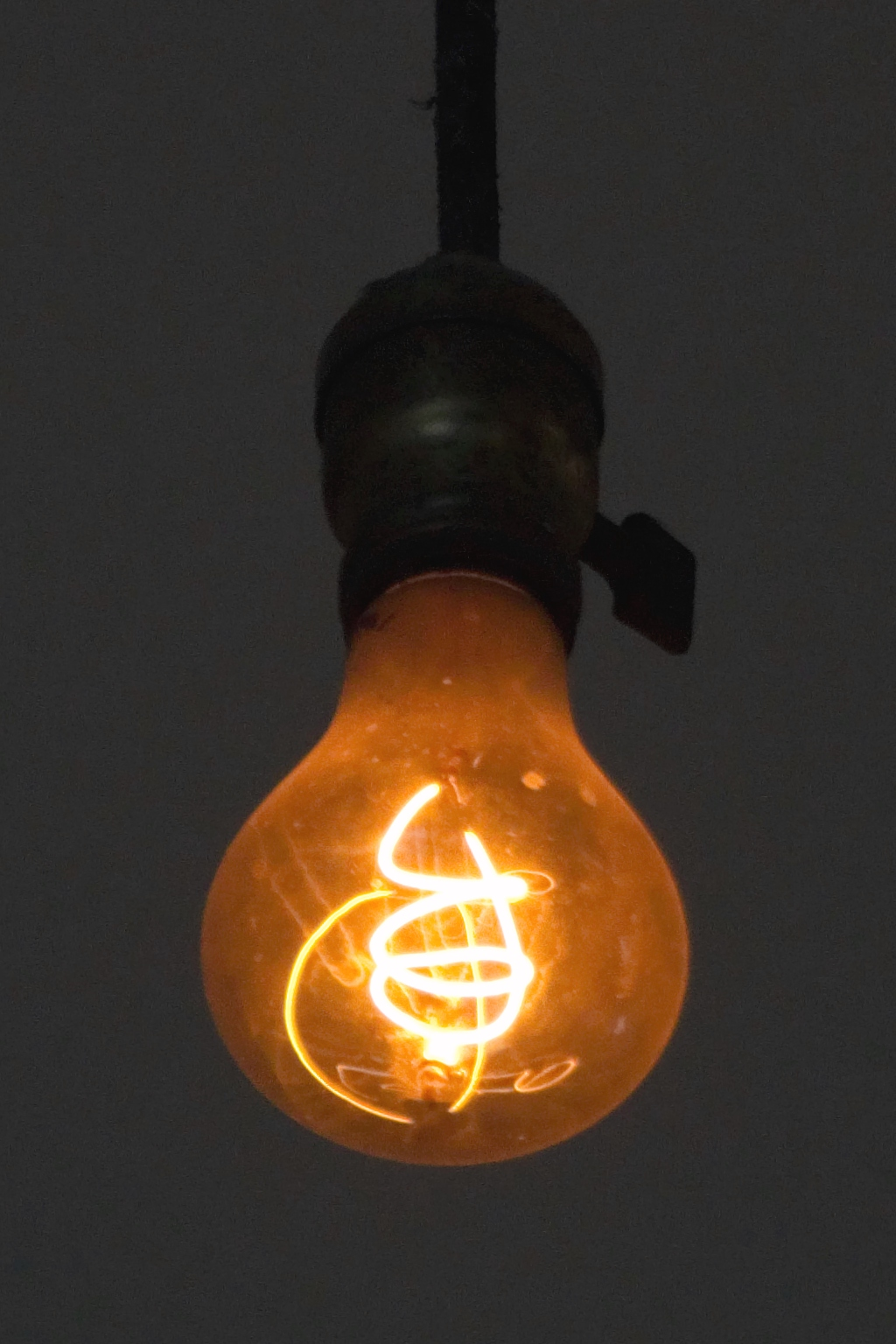
La Centennial Light es la bombilla de luz más duradera del mundo, encendida desde 1901 y casi nunca apagada. Está en 4550 East Avenue, Livermore, California.

La obsolescencia programada,  obsolescencia planificada u obsolescencia prematura es la determinación o programación del fin de la vida útil de un producto, de modo que, tras un periodo de tiempo calculado de antemano por el fabricante o por la empresa durante la fase de diseño del mismo, éste se torne obsoleto, no funcional, inútil o inservible por los diversos procedimientos, por ejemplo por falta de repuestos, induciendo a los consumidores a la compra de un nuevo producto que lo sustituya. Su función principal es de generar mayores ingresos debido a las compras más frecuentes, que redundan en beneficios económicos continuos por periodos de tiempo más largos para empresas o fabricantes.
El objetivo de la obsolescencia no es crear productos de calidad, sino exclusivamente en generar ganancias por parte de las elevadas ventas con la ayuda del lucro económico, no teniéndose en cuenta las necesidades de los consumidores, ni en las repercusiones medioambientales en la producción ni mucho menos en las terribles consecuencias que se generan desde el punto de vista de la acumulación de residuos y la contaminación que conllevan. Para la industria, esta actitud estimula positivamente la demanda al alentar a los consumidores a comprar nuevos productos de un modo artificialmente acelerado si desean seguir utilizándolos.Este tipo de obsolescencia se utiliza en gran diversidad de productos que se consumen a diario.
Los antónimos (opuestos) de la obsolescencia programada son la alargascencia y durascencia.

## Historia
El primer producto afectado por la obsolescencia programada fue la lámpara incandescente. Uno de los primeros prototipos lleva funcionando desde el año 1901. El genio Thomas Alva Edison, creó un prototipo de duración de 1500 horas. El éxito fue rotundo y aparecieron varias compañías dedicadas a su fabricación. Al principio el objetivo era crear bombillas más duraderas; sin embargo, todo cambió cuando se aliaron para crear el Cártel Phoebus, que estableció una duración máxima de 1000 horas de uso y eso penalizaba a los fabricantes que violaran la nueva norma. En aquel entonces la conciencia ecológica y de derechos de consumidores eran inexistentes entre la población y las empresas, por lo que la sociedad de entonces terminó tolerando la práctica.
La etapa inicial de la obsolescencia programada se desarrolló entre 1920 y 1930, cuando la producción en masa empieza a forjar un nuevo modelo de mercado en el cual el análisis detallado de cada sector deviene en el factor fundamental para lograr éxito. Se cree que el origen se remonta a 1932, cuando Bernard London proponía terminar con la Gran Depresión a través de la obsolescencia planificada y obligada por ley (aunque nunca se llevó a cabo). Sin embargo, el término se popularizó en 1954 por el diseñador industrial estadounidense Brooks Stevens. Él tenía previsto dar una conversación en una conferencia de publicidad en Minneapolis en el año 1954. Sin pensarlo mucho, utilizó ese término como el título al hablar.
Otro producto que fue afectado fue el nailon. Cuando se introdujo en 1938 se presentó como una fibra fuerte y prácticamente indestructible. Aunque las ventas cayeron posteriormente debido a que nadie necesitaba reemplazar las medias, por lo que se obligó a DuPont a rediseñar el material para hacerlo más frágil y conservar las ventas.
En los años sesenta se idearon nuevas técnicas de diseño y publicidad para impulsar el consumo de nuevos productos. Así, no se obligaba sino que se convencía a las personas con diseños vanguardistas, características novedosas y nuevas tecnologías. Gradualmente el concepto de obsolescencia programada fue extendiéndose entre los fabricantes, lo que fue afectando a la calidad y a la durabilidad de los productos desde entonces.

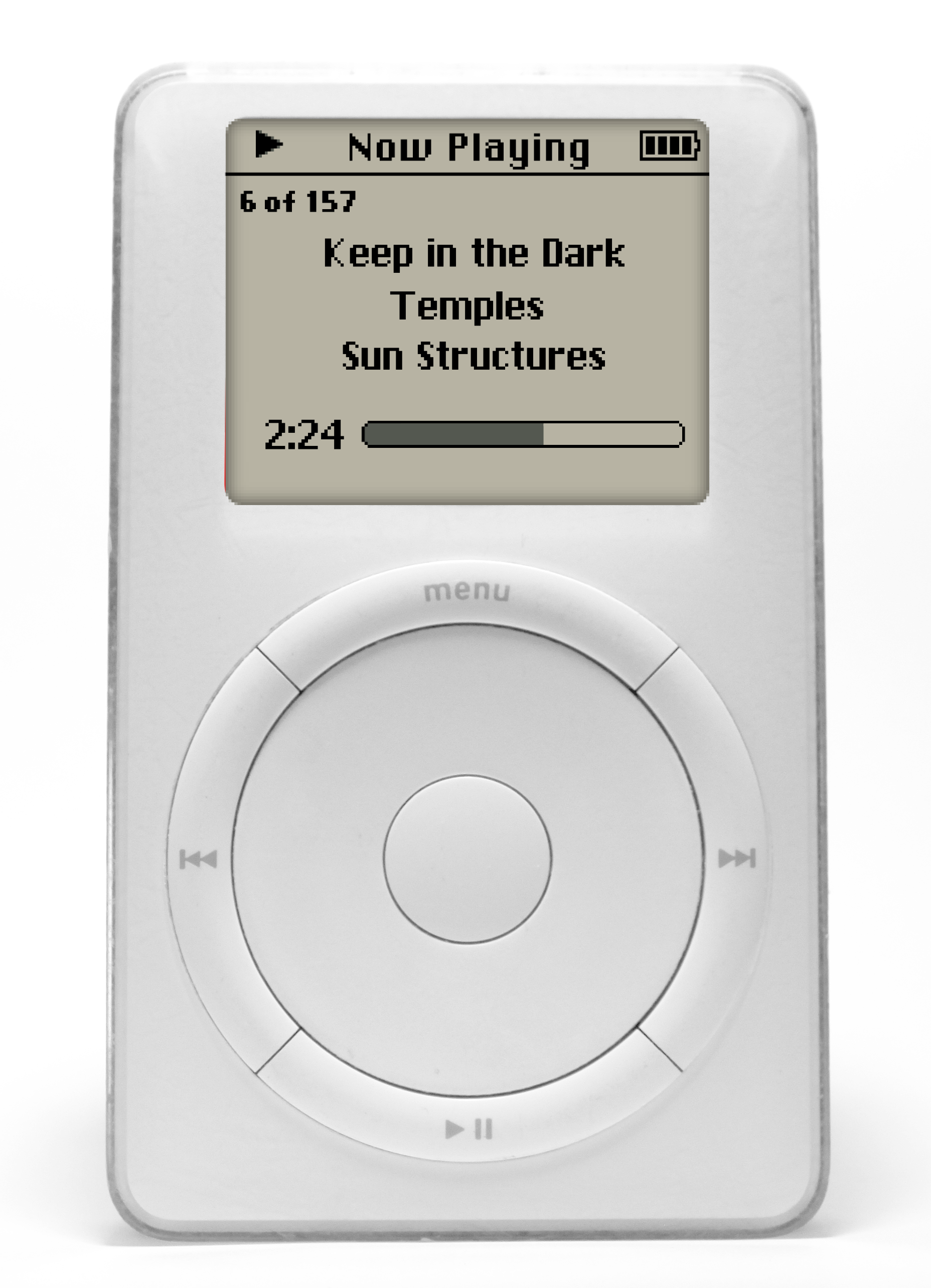
El iPod causó controversia debido a su batería de corta duración irreemplazable

Otro escándalo notable implicó al reproductor de audio digital iPod fabricado por Apple Computer. En su introducción, su batería estaba diseñada para que durara solo 18 meses, suficiente tiempo para que los consumidores lo reemplazaran por el siguiente modelo fabricado por la empresa. Un par de consumidores, Casey Neistat y su hermano, decidieron crear un vídeo que lo explicaba de forma atractiva para la gente.
El vídeo recibió la atención de medios nacionales y dirigió el foco a la falta de políticas de reemplazo de baterías por parte de Apple. El videoclip se inicia con una llamada al Soporte Técnico de Apple y una conversación entre Casey y el operador, llamado Ryan. Casey explica que, tras un año y medio (18 meses) de uso, la batería de su iPod murió. Ryan sugiere que por el costo de enviar y reemplazar la batería es mejor adquirir un iPod nuevo. Con la canción "Express Yourself" de N.W.A., los hermanos comenzaron una campaña de «anuncio público» para informar a los consumidores acerca de las baterías. Usando carteles de stencils que decían «La batería irreemplazable del iPod solo dura 18 meses» pintaron la advertencia sobre las publicidades del iPod en las calles de Manhattan. La película se publicó en Internet el 20 de septiembre de 2003 y en seis días la vieron más de un millón de personas. La misma atrajo la atención de los medios rápidamente y cubrieron la controversia mundialmente más de 130 medios, incluyendo The Washington Post, Rolling Stone, Fox News, CBS News y BBC News.
Apple anunció oficialmente una política de reemplazo de baterías el 14 de noviembre de 2003 y también una extensión de la garantía el 21 de noviembre.The Washington Post declaró erróneamente que ambos programas se anunciaron días después de que la película se volvió pública. Fox News estableció la fecha de la política dos semanas después del video y Neil Cavuto lo llamó una "historia de David y Goliath" en el programa Your World. La vocera de Apple, Natalie Sequeira negó conexión alguna entre el vídeo y la nueva política, declarando que se venía trabajando en la revisión de la misma durante varios meses antes de que la película se publicara.
El 8 de enero de 2018, la Fiscalía de Francia inició una investigación contra Apple por presunta obsolescencia programada de ciertos iPhones antiguos, sometidos a las actualizaciones periódicas del sistema operativo iOS. La actuación judicial tuvo su origen en una denuncia de la organización de usuarios y consumidores "Alto a la ralentización programada".
Dos documentales de Cosima Dannoritzer han reflejado en español los aspectos derivados de la obsolescencia programada:
Comprar, tirar, comprar (2010) y La tragedia electrónica (2014).

## Obsolescencia por sector

### Obsolescencia biológica
Compañías como Monsanto han creado semillas genéticamente modificadas que se vuelven estériles una vez que han dado la primera o segunda cosecha, las llamadas semillas Terminator producidas mediante la tecnología GURT (acrónimo inglés de Grupo de Tecnologías de Restricción de Uso), encontrando un rechazo por parte de autoridades y agricultores, por ser un tipo de contrato obligado haciendo completamente dependiente a los agricultores de la empresa para volver a sembrar, y también por los peligros ya que las semillas estériles en la segunda generación podrían contaminar a otras plantas al mezclarse y la siguiente generación serían plantas híbridas absolutamente estériles, algo que podría ser usado como bioterrorismo.
Por otra parte, las compañías aseguradoras y de asistencia sanitaria manejan datos sobre los genes de los trabajadores que sirven para dictar la conveniencia o duración de su contratación laboral y retirarle a algunos la posibilidad de un seguro de vida, la llamada discriminación genética.

### Obsolescencia de medicamentos
La mayoría de medicamentos contiene componentes químicos cuya vida útil es limitada; sin embargo, algunos laboratorios reducen la fecha de caducidad de los fármacos que producen con el fin de obtener mayores ganancias en el negocio de la salud, ocasionando que los pacientes desechen los medicamentos supuestamente vencidos para adquirir otros nuevos.

### Obsolescencia de componentes eléctricos y electrónicos
Algunos productos portátiles en los que se confiaba mucho en la era posterior a las computadoras personales, tales como los teléfonos móviles, las computadoras portátiles y los cepillos de dientes eléctricos, están diseñados de una manera que niega a los usuarios finales la capacidad de reemplazar sus baterías después de que se hayan gastado, por lo que se ven obligados a usar una batería desgastada dentro del dispositivo, lo que limita la vida útil del producto a su componente de vida más corta.
El procedimiento suele ser el siguiente: uno de los aparatos electrónicos de uso habitual falla. Cuando el dueño lo lleva a reparar, en el servicio técnico le dicen que resulta más rentable comprar uno nuevo que arreglarlo. Ocasionalmente el precio de la mano de obra, las piezas estropeadas y el montaje suelen costar un poco más que adquirir uno nuevo. Por ello normalmente el usuario suele desechar el producto averiado y comprar uno nuevo. Esto ocurre en algunos componentes digitales de la computadora tales como la impresora, las unidades de disco óptico, los monitores LCD o LED, la tarjeta madre o el mismo microprocesador. 
La mayoría de los componentes digitales de computadoras, en lugar de ser duraderos y reparables, son descartables. Sin embargo, la raíz del problema sigue estando en la industria misma: los reparadores encuentran dificultades como unidades selladas imposibles de desarmar y rearmar, unidades fabricadas siguiendo un proceso automatizado que, al reproducirlo manualmente con fines de reparación, generan un costo de mano de obra mayor que el costo del producto nuevo, o bien, directamente la imposibilidad de conseguir repuestos, ya sea porque nunca han salido a la venta como tales o porque dejaron de fabricarse según el calendario de obsolescencia programada que siguió la unidad.
En respuesta, hoy en día muchos empleados del servicio técnico son capacitados para reparar los electrónicos digitales de hoy en día, adquiriendo incluso habilidades para lidiar con los circuitos antes reservadas a ingenieros. Otras enseñanzas incluyen el salto de las limitaciones impuestas por los fabricantes (como resetear el número máximo de impresiones), soluciones a errores de diseño e improvisación. Todo esto se resume en el concepto hindú jugaad que implica reparar algo sin importar su complejidad.

### Obsolescencia de electrodomésticos
A veces lo más antiguo resulta más resistente que lo moderno. Debería ser obligatoria la estandarización de las piezas y poder despiezar las máquinas, lo que resolvería muchos problemas. Ahora (2021), el automóvil de gama media está hecho para durar unos 200.000 kilómetros, que pueden alargar su vida útil hasta los 400.000 si se pasan revisiones periódicas y se cuidan. Las medias, los calcetines y otros productos textiles suelen tener condicionada su duración por las costuras y otros tratamientos textiles. La duración media de un frigorífico es de doce años, pero los hay que solo duran ocho o que llegan a catorce; la duración media de un lavavajillas es de 11 años; el microondas tiene una duración media de nueve años, pero los hay que duran doce o trece; una lavadora posee una duración media de diez años, pero una Miele dura 16. La media de las secadoras es once años, pero de nuevo las Miele se extienden a los 17. La vida media de una plancha es de seis años. El tiempo medio de vida útil de un Smartphone y un portátil está entre los 3 y los 4 años. En el caso de una lavadora, su longevidad ronda los 11 años y si hablamos de aspiradoras terminan la mayoría obsoletas al cumplir los 8 años, si bien las hay que no llegan a los 5. La Autoridad Garante de la Competencia y del Mercado de Italia multó a Samsung con 5 millones de euros y a Apple con 10 millones por acortar la vida de los productos. Según los estudios independientes de la OCU, Miele es la compañía cuyos electrodomésticos resisten más años en activo. Un ejemplo es el caso de las máquinas para hacer helado de McDonald's que fueron diseñadas para ser descompuestas y reparadas exclusivamente por la compañía Taylor para prever el mal funcionamiento de la máquina y perder ventas.
Según un informe de la asociación Halte à l'obsolescence programmée y Murfy, una empresa especializada en la reparación de electrodomésticos, la vida útil de las lavadoras ha disminuido un 30% en unos ocho años. En 2010, las lavadoras de todas las marcas funcionaban en promedio por 10 años. En 2018, su vida media era de solo 7 años. Además, el informe señala que los fabricantes hacen inaccesibles y muy caras las piezas de recambio para la reparación de los dichos aparatos. Especialmente las partes que se sabe que son más susceptibles al desgaste y que requieren una sustitución frecuente, como la placa electrónica de los dispositivos.

### Obsolescencia desoftware
La obsolescencia programada en el software se inicia desde el momento en que el fabricante impulsa a los consumidores a renovar / actualizar su versión de los programas informáticos porque no continuará con sus actualizaciones y el respectivo soporte técnico (renovación de los controladores de impresora, compatibilidad con otros programas, soluciones a problemas imprevistos, parches de seguridad, actualización de la defensa contra el malware, reconocimiento de aplicaciones nuevas, etc.). De esa manera, cada diez años como mucho, se comprará otra vez el mismo producto, añadiendo plusvalías al fabricante. 
Un software que no goce de actualizaciones periódicas sufrirá eventualmente de obsolescencia debido a que se queda atrás en comparación a la tecnología digital al dejarse de desarrollar aplicaciones para el programa. Muchas veces estos programas informáticos descontinuados son llamados abandonware porque sus programadores «estancan» a propósito sus propios softwares con el fin de motivar al consumidor a comprar la nueva versión ya que, aunque los nuevos programas que introducen podrán leer el contenido de las versiones anteriores, una versión antigua no podrá leer los archivos del nuevo sistema.  Ejemplo de esto fue la descontinuación del sistema operativo Windows XP por parte de Microsoft lo cual deja en el camino a la obsolescencia al sistema operativo ya que como comunica Microsoft, de seguir utilizando Windows XP se podrían presentar vulnerabilidades en la seguridad del equipo ante amenazas como lo son los virus a pesar de que en ese entonces, el 30% de las PC en el mundo todavía seguía usándolo y el programa sustitutivo no aportaba nada realmente sustancial. Lo mismo para algunos videojuegos de autos o deportes que llevan décadas usando el mismo programa base y que podrían ser solamente actualizados con los nombres de cada año, sin embargo se opta por sacar un juego literalmente "nuevo" que incluye algunas mejoras o en algunos casos el mismo juego base intacto. También puede existir obsolescencia programada en cajeros automáticos y dispositivos médicos.[cita requerida]

### Obsolescencia alimentaria
El sistema de etiquetado de «fecha de consumo preferente». además de la fecha de caducidad, puede considerarse un tipo de obsolescencia artificial o psicológica.Ya que muchos alimentos que siguen conservando la integridad de sus virtudes nutritivas y sanitarias no lo podrían ser por su apariencia, textura, aroma o color. Cuando esto, se desechan para comprar otros. El economista de la teoría del decrecimiento Serge Latouche señala que es también una estrategia de obsolescencia programada frecuente en el consumo de lácteos y yogures, pero también en el de cualquier otro alimento envasado. El uso de colorantes, conservantes y otros excipientes de ciclo corto en el envasado también poseen esta función.Toneladas de comida acaban en la basura a causa de pésimas pautas de calidad, cánones estéticos demasiado estrictos o malos hábitos acorde a su planificación.

### Obsolescencia en la ciencia ficción
La película Blade runner, basada en una narración de Philip K. Dick, habla de los problemas éticos al existir un tipo de obsolescencia entre replicantes (un tipo de androide) que han caducado bajo los estándares de una sociedad más avanzada, al igual habla sobre la sustitución del trabajo humano por servomecanismos robóticos que volverán obsoletos a sus creadores en la llamada Cuarta revolución industrial o robótica (tras la del vapor, la electricidad y la electrónica): destruirá muchos más puestos de trabajo de los que creará, según el Foro Económico Mundial de Davos, uno de cuyos estudios prevé la desaparición de más de 5 millones de puestos de trabajos en los 15 países más industrializados del mundo, mientras que, por otro lado, la mayoría de los medios de comunicación demandan la extinción de las ayudas sociales para los efectos que sobre la población humana causa la tecnificación.

## Desechos y contaminación

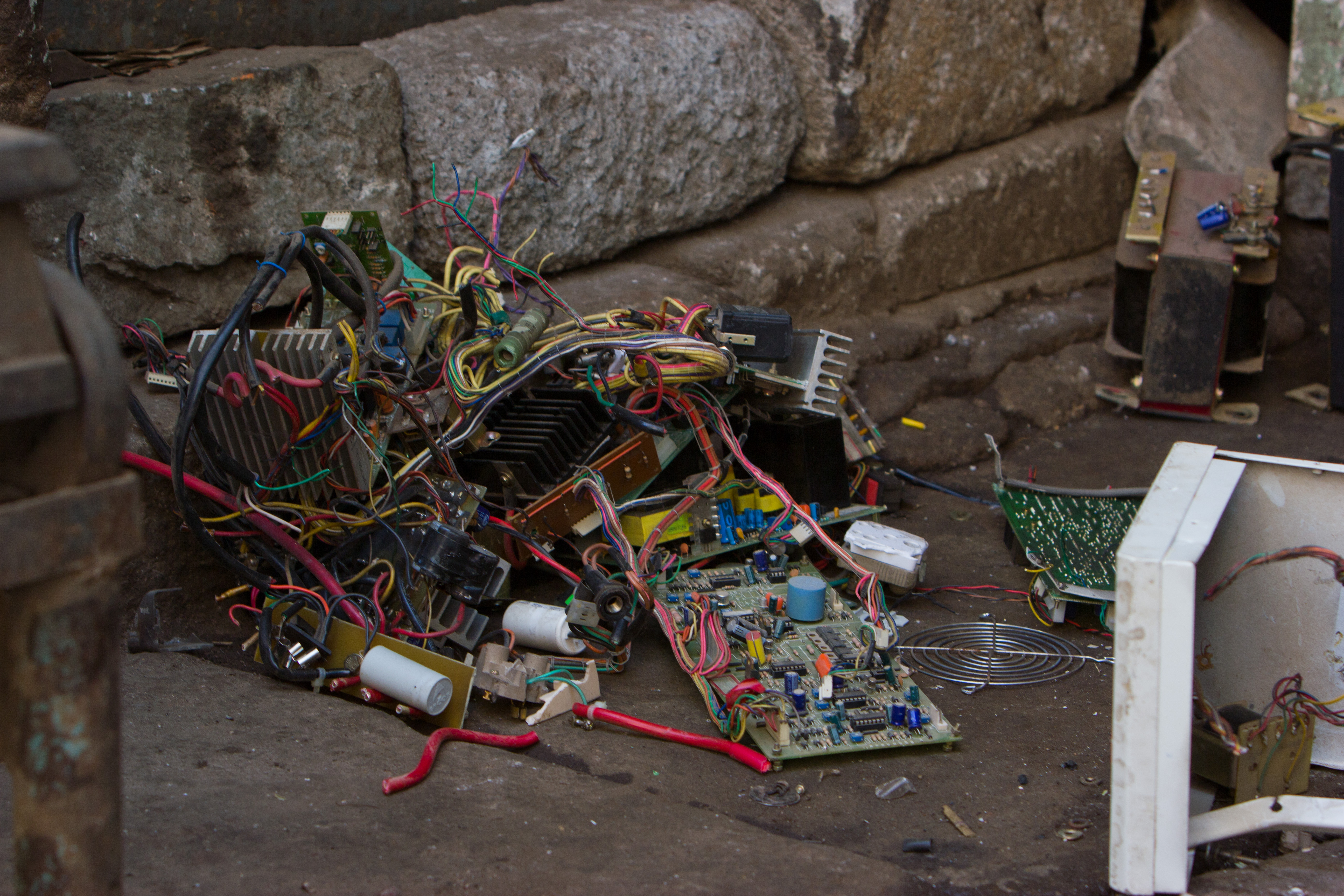
Uno de los problemas provocados por esta práctica es la sobreproducción de basura electrónica.

El objetivo de la obsolescencia programada es el lucro económico. Por ello otros objetivos como la conservación del medio ambiente pasan a un segundo plano de prioridades y se pueden producir graves daños al mismo.
La falta de una gestión adecuada de los productos manufacturados que se vuelven obsoletos constituye un foco de contaminación. Una vasta cantidad de estos no son biodegradables, y el tiempo que transcurre hasta que se considere que ha ocurrido la descomposición, al menos parcial, puede ser muy prolongado. Además muchas veces los residuos son altamente contaminantes. Esto incide negativamente tanto en la integridad del entorno como en la salud de sus habitantes.
Los residuos de aparatos eléctricos y electrónicos (RAEE) contienen materiales recuperables, que evitan la explotación de nuevos recursos naturales, y otros que pueden ser inficionantes, de modo que si no se les trata adecuadamente pueden resultar dañinos para el medio ambiente. Tales elementos electrónicos contienen materiales tan contaminantes como el plástico, el polipropileno (PP), las baterías de plomo, etc. El plástico es el material más lento para degradarse: de 100 a 1000 años. Al aire libre pierde tonicidad, se fragmenta y se dispersa. Sin embargo, enterrado dura más. La mayoría está hecho de tereftalato de polietileno (PET): los microorganismos carecen de medios para atacarlos. El polipropileno tarda 1000 años en descomponerse, contamina menos que el poliestireno (PS) pero también tarda. Aun así el plástico queda reducido a moléculas sintéticas, invisibles pero omnipresentes. 
Una de las partes muy preocupantes es la relativa a baterías (o acumuladores) de plomo, invento que remonta a 1889. Debido a su elevado contenido de plomo implica grave peligro para el ser humano y para el ambiente. Respirar polvo o emanaciones de vapor de este metal puede provocar graves perturbaciones para la salud, incluida la muerte, además de perjudicar el entorno, advierte el Programa de Naciones Unidas para el Medio Ambiente. Según los cálculos de este organismo internacional, de los 2,5 millones de toneladas de plomo que se generan anualmente en todo el mundo, tres cuartas partes sirven para la fabricación de baterías que se utilizan en automóviles, teléfonos y computadoras portátiles o en las industrias.
Es una consecuencia del sistema de producción y económico contemporáneo, que promueve el consumo creciente. Por ello, la sostenibilidad de este modelo a largo plazo es discutida. Además, países en vías de desarrollo están siendo usados como vertedero de todos estos productos inservibles; lo que está generando una considerable contaminación y destrucción del paisaje en dichos países.

## Controversias

### Pros y contras
Las estimaciones de obsolescencia programada pueden influir en las decisiones de una empresa sobre la ingeniería de producto. Por lo tanto, la empresa puede utilizar los componentes menos costosos que satisfagan las proyecciones de todo el ciclo de vida del producto.
La decisión de recurrir a la obsolescencia programada no siempre es tan fácil. Se complica aún más al entrever otros factores, como la constante competencia tecnológica o la sobrecarga de funciones, que si bien pueden expandir las posibilidades de uso del producto en cuestión también pueden hacerlo fracasar rotundamente. Otro problema es que al tratar de mantenerse competitivo dentro del mercado, el productor se ve obligado a reducir la calidad del diseño o materiales, y aunque esto técnicamente podría ser considerado obsolescencia programada, también podría ser clasificado como obsolescencia intrínseca al proceso de fabricación Por ejemplo, en informática un software no desarrollado todo lo cuidadosamente que se debería puede provocar obsolescencia del hardware en el cual se ejecuta. Para más información véase Software inflado.
Además, para las industrias, la obsolescencia programada estimula la demanda mediante el incentivo a los compradores para trabajar bajo presión y así comprar en un periodo anterior si todavía quieren un producto que funcione. Estos productos se pueden comprar al mismo fabricante (una pieza de recambio o un modelo nuevo), o a un competidor que también dependa de la obsolescencia programada. Especialmente en los países desarrollados (donde muchas industrias ya se enfrentan a un mercado saturado), esta técnica es a menudo necesaria para que los productores mantengan su nivel de ingresos.
Mientras la obsolescencia programada es atractiva para los productores, también puede hacer un daño significativo a la sociedad en forma de externalidades negativas. Continuamente sustituyendo, en lugar de reparar los productos, estos crean más residuos y contaminación, explotan más recursos naturales y se traducen en un mayor gasto en el consumo. La obsolescencia programada puede entonces tener un impacto negativo sobre el medio ambiente en su conjunto. Incluso cuando la obsolescencia programada podría ayudar a salvar a los escasos recursos por unidad producida, tiende a aumentar la producción total, ya que debido a la ley de oferta y demanda, disminuye en el costo y el precio finalmente se traducirá en aumentos de demanda y consumo. Sin embargo, los impactos ambientales negativos de la obsolescencia programada dependen también del proceso de producción. También existe la posible reacción de los consumidores que se enteran de que el fabricante ha invertido dinero para hacer el producto obsoleto más rápido; estos consumidores podrían recurrir a un productor (si es que existe) que ofrezca una alternativa más duradera.
Asimismo, otra ventaja para todos, incluidos los consumidores, es que las empresas para poder mantener una continua y constante evolución de sus ventas, precisarán invertir en investigación y desarrollo de nuevos productos, los cuales mejorarán y sustituirán a los anteriores, lo que se transformará en una mejora de calidad, siempre y cuando también sus componentes sean de calidad. El mejor ejemplo se visualiza en el estratosférico avance tecnológico que se ha vivido en las dos últimas décadas, donde se han sucedido multitud de sustituciones de diferentes productos, que mejoraban enormemente a sus inmediatos predecesores.

### Controversia sobre fuentes de información
Se critica, por parte de los que cuestionan la tesis de la obsolescencia programada, la manipulación de aquella información que probaría los supuestos del fenómeno. En efecto, se señala como uno de los ejemplos la famosa bombilla de Livermore, que lleva más de un siglo encendida, y que fue objeto de un documental llamado “The light bulb conspiracy”. En este documental, se argumenta que la existencia de esta bombilla, más otros antecedentes, probaría que existe la intención del mercado de crear productos que se desechen más rápido que lo normal. Los críticos señalan que el trabajo oculta hechos como que la bombilla en cuestión tiene un filamento de carbono 10 veces más grueso, que está sometido a una intensidad de 4 vatios (en vez de los 40 y más de las bombillas normales) y que por no haberse cortado su energía más de tres veces no se somete al estrés del encendido y apagado frecuente.
Por otro lado, critican que se falsee información sobre la controversia "United States v. General Electric Co.". En efecto, se suele citarse como ejemplo de acuerdo entre empresas de luz para producir bombillas de menor calidad, cuando en realidad se trataba de patentes de invención. Asimismo, se obvia que desde 1890 se castiga en EE. UU. la colusión y cualquier otro atentado a la libre competencia.
También se cita, por parte de los teóricos de la conspiración, el acuerdo “Phoebus SA Compagnie Industrielle pour le Desarrollo de L’Eclairage” , celebrado por Osram, Phillips y General Electric en 1925. En realidad, se trata de un pacto ante el avance de productos extranjeros que eran más baratos y de peor calidad. En este y otros casos, se señala por los críticos que en general la industria ha debido luchar para aumentar la calidad de sus productos frente a la continua demanda que a veces supera las expectativas de la industria y que, sin quererlo, genera un efecto de obsolescencia.
Sin embargo, para la fecha del pacto el progreso tecnológico había logrado llevar la vida promedio de las bombillas a 1800hs, y el pacto marca el pico en este crecimiento. A partir de esa fecha disminuiría continuamente, para 10 años después ser solo de 1200hs y mantener sus precios estables a pesar del abaratamiento de los costos.[cita requerida]

### Percepción de obsolescencia en la naturaleza
El hecho de que los producto se han vuelto de menor calidad con el tiempo no solo se limita a productos artificiales, se ha reportado que los productos naturales como animales y vegetales que han sido seleccionados por el hombre, han tenido un decremento en un 30% en los niveles de proteínas y vitaminas en los últimos 150 años, sin embargo este patrón de deficiencia también se ha encontrado para animales y plantas  silvestres, lo que se ha postulado una hipótesis de alteración de los ciclos biogeoquímicos y cambio climático, ya que en los últimos 170 años ha habido un aumento drástico de los niveles de CO2 y una disminución de O2 en la atmósfera, lo que hecho que la biomasa producida en la tierra tenga ciclos de vida más cortos y no alcance a asimilar mayor cantidad de nutrientes. Se estima que si los niveles de CO2 siguen aumentando también los alimentos tendrán cada vez más deficiencias en su contenido nutricional. Esta misma hipótesis puede respaldar el hecho de porque  existe un patrón de epidemia de obesidad en el siglo XXI, ya que el cuerpo al detectar la falta de vitaminas y nutrientes en los alimentos tiende a compensarlo comiendo otros alimentos como la comida chatarra.

## Lucha contra la obsolescencia programada
Una de las formas de obstaculizarla es mediante la creación de sellos de garantía de productos sin obsolescencia programada, como el sello ISSOP (Innovación Sostenible Sin Obsolescencia Programada), creado por la Fundación FENISS (Fundación Energía e Innovación Sostenible Sin Obsolescencia Programada) que cumplen los productos con estos requisitos:
1. Priorizar la compra de productos y la contratación de servicios que sean respetuosos con el medio ambiente, fabricados sin obsolescencia programada, y si es fabricante de algún producto, fabricarlo sin obsolescencia programada. Utilizando preferiblemente producto local y el Comercio Justo.
2. Contribuir a la mejora energética y a la disminución de emisiones, con el objeto de reducir las huellas de carbono y ecológica corporativa.
3. Realizar la correcta gestión de residuos.
4. Promover la cultura del consumo social y ambientalmente responsable.
5. Apostar por una responsabilidad ambiental y la preservación del Medio Ambiente local.
6. Facilitar el acceso a la formación ambiental y de integración social.
7. Evitar hacer uso de una publicidad engañosa o ambiental y socialmente irresponsable.
8. Promover la igualdad e integración social.
9. Facilitar la conciliación laboral, familiar y personal.
10. Promover y difundir los compromisos adoptados hacia un modelo de gestión más sostenible y responsable. Incluir en sus contratos con terceros cláusulas que impidan la corrupción.

El sello ISSOP no solo busca la ausencia obsolescencia programada, sino también proteger el medio ambiente y el desarrollo sostenible de los productos.
Otra de las propuestas principales pasa por un cambio de hábitos de todos, desde las mismas empresas productoras, los gobiernos de todos los países y los propios consumidores a fin de que entre todos podamos encontrarnos un equilibrio a fin de no generar tantos residuos, o en busca de nuevas propuestas de reciclaje de los mismos, como algunas marcas que ya apuestan por productos con piezas reemplazables y reutilizables, o en la investigación y desarrollo de fórmulas que eviten esa basura, como los últimos avances respecto a bacterias que consumen el plástico residual.
Por último, diferentes grupos ecologistas han ideado nuevos alternativas para conseguir alargar la vida útil de los productos, como, por ejemplo Amigos de la Tierra que han ideado la alargascencia, la cual es un directorio de establecimientos de reparación, alquiler, intercambio y compraventa de artículos de segunda mano, a fin de evitar ese incremento masivo de residuos.

### Legislación
Diseñando productos cuya obsolescencia sea programada la empresa limitan el derecho de los consumidores con el único objetivo de obtener beneficios económicos. Desde el punto de vista jurídico se genera una situación de desamparo y desequilibrio frente a la cual el derecho debe proteger a los consumidores ante las prácticas empresariales que, de un modo u otro, afectan en forma negativa sus derechos, tanto en forma directa como indirecta (a través del deterioro del medio ambiente).
Ecuador aprobó en 2016 una ley para comprobar que los productos adquiridos por el Estado no sufran de obsolescencia programada, la cual prevé sanciones administrativas y penales de incumplirse. No está claro si la legislación también aplica a personas particulares.

#### Europa
En Europa ha entrado en vigor la Directiva (UE) 2024/825 relativa al empoderamiento de los consumidores para la transición ecológica mediante una mejor protección contra las prácticas desleales y mediante una mejor información. Los Estados miembros adoptarán y publicarán a más tardar el 27 de marzo de 2026 las disposiciones necesarias para dar cumplimiento a lo establecido en la Directiva y aplicarán dichas disposiciones a partir del 27 de septiembre de 2026. 
La Directiva protege a los consumidores contra las alegaciones «ecológicas» engañosas (greenwashing), incluidas las alegaciones desleales sobre la compensación de emisiones de carbono. También aclarará la responsabilidad de los comerciantes a la hora de informar (o de no informar) sobre la obsolescencia prematura, las actualizaciones innecesarias de programas informáticos o la obligación injustificada de comprar piezas de recambio al fabricante original. La Directiva mejorará además la información que se pone a disposición de los consumidores para ayudarles a tomar decisiones circulares y ecológicas. Por ejemplo, los productos de toda la UE llevarán una etiqueta armonizada con información sobre la garantía comercial de durabilidad.
En Francia, la ley sobre la transición energética y el crecimiento verde (Ley 2015-992) creó el delito de «obsolescencia planificada», el cual se castiga con dos años de prisión, una multa de 300 000 euros o el 5 % de las ventas anuales de la empresa. Estas técnicas pueden incluir "una introducción deliberada de un defecto, una debilidad, una parada programada, una limitación técnica, una incompatibilidad u otros obstáculos para la reparación".